# Martin de Saint-Germain
Martin de Saint-Germain, mort le 1er décembre 1303, est un prélat genevois, évêque de Genève de la fin du XIIIe siècle-début du XIVe siècle.

## Biographie

### Origines
Martin de Saint-Germain est issu de la petite noblesse genevoise, originaire très probablement du Bugey voisin,. Deux autres membres de la famille — Nicolas et Guillaume — sont, au cours de la période, respectivement chanoines de Genève et de Lausanne.
Il est mentionné en 1265 comme clerc, puis comme chanoine de Genève en 1273. On le trouve mentionné durant les épiscopats de Robert de Genève et de Guillaume de Conflans.

### Épiscopat
Martin de Saint-Germain devient évêque de Genève en 1295,. Il semble avoir très probablement bénéficié de cette désignation sous l'influence du pape.
Les auteurs du Régeste genevois relèvent que « son épiscopat ne fut signalé par aucun événement notable », mais qu'il semble plus sensible au parti de la Maison de Savoie que son prédécesseur. Cette politique marque une certaine stabilité dans le diocèse selon les Chroniques de Genève de François Bonivard.

### Mort et succession
Martin de Saint-Germain meurt le 1er décembre 1303 et son testament est rédigé le 24 novembre par maître Pierre de Blanche-Rose.

### Régeste genevois(1866)
1. 1 2 3 4 5  Régeste genevois, 1866, p. p. 351, notice introductive (lire en ligne sur Gallica.
2. ↑  Régeste genevois, 1866, p. p. 378, notice no 1522 (lire en ligne sur Gallica.

### Autres références
1. 1 2 3  Véronique Mariani-Pasche, « Saint-Germain, de » dans le Dictionnaire historique de la Suisse en ligne.
2. ↑  Diocèse, 1985, p. 53 (lire en ligne).
3. ↑  François Bonivard. Chronique de Genève (Tome 1), édition critique par Micheline Triper, Librairie Droz, 2001, 332 pages, p. 119 Lire en ligne.